# Ismael Govea
Ismael Govea Solorzano (ur. 20 lutego 1997 w Buenavista) – meksykański piłkarz występujący na pozycji prawego obrońcy, reprezentant Meksyku, od 2023 roku zawodnik Santosu Laguna.